# ماکاروو
ماکاروو (به لاتین: Makarovo) یک منطقهٔ مسکونی در روسیه است که در باشقیرستان واقع شده‌است.